# Ніколас Раш
Ніколас Раш (англ. Nicholas Rush) - вигаданий персонаж у науково-фантастичному телесеріалі «Зоряна брама: Всесвіт», якого грає Роберт Карлайл. Спочатку займався дослідженням дев'ятого шеврона на позаземній станції «Ікар», але опинившись на «Долі», його головним завданням стає злом захисту системи управління кораблем Древніх.

## Біографія
У проєкт Зоряних брам був запрошений, щоб вирішити загадку дев'ятого шеврона. Дитинство і юність персонажа невідома. До участі у проєкті «Ікар» займався науковою, в тому числі і викладацькою діяльністю. Дружина Раша була смертельно хвора, але Ніколас був настільки захоплений роботою, що не був поруч з нею навіть у момент її смерті. Смерть дружини серйозно змінила доктора Раша. Він став замкнутим, відлюдькуватим і ще більше зосередився на роботі.
Раш - геніальний вчений, який звеличує науку. У той же час Ніколас в якійсь мірі зарозумілий до оточуючих, жорстокий, заради науки готовий на жертви. У той же час не готовий принести себе в жертву досвіду для досягнення мети. Саме з вини Раша, який в ході евакуації з «Ікара», набрав адресу з дев'яти шевронів і відправив себе та інших учасників проєкту за мільярди світлових років від будинку, на борт «Долі», герої серіалу опиняються в настільки непростій для себе ситуації.
Кілька разів Раш намагався взяти контроль на кораблі у свої руки, стикаючись лобами з військовою главою експедиції полковником Евереттом Янгом. Під час подій епізоду «Людина», коли Ніколас Раш ризикує життям в експерименті з корабельним комп'ютером, Раш змушений переживати важкі моменти свого життя. У спогадах з'являється його смертельно хвора жінка Глорія Раш, він стає більш м'яким і гуманним до інших учасників вимушеної експедиції.